# International Korfball Federation
Die International Korfball Federation (IKF) ist der internationale Dachverband für Korfball. Sie wurde am 11. Juni 1933 im belgischen Antwerpen gegründet. Der Sitz liegt im niederländischen Zeist.
Die IKF wurde 1993 offiziell vom Internationalen Olympischen Komitee anerkannt und gehört dem Allgemeinen Verband internationaler Sportverbände, der ARISF und dem Internationalen Verband für Weltspiele an.
Das Ziel der Organisation ist es, Korfball populärer zu machen und die Anzahl der Länder, in denen es gespielt wird, zu erhöhen. Aktuell zählt die IKF 61 Mitglieder. Diese werden materiell und finanziell unterstützt.

## Mitglieder
| Land                    | Nationale Organisation                               |
| ----------------------- | ---------------------------------------------------- |
| Argentinien             | Comité Argentino de Korfball                         |
| Armenien                | Korfball Federation of Armenia (KFA)                 |
| Aruba                   | Korfball Bond Aruba (KBA)                            |
| Australien              | Korfball Australia (KA)                              |
| Belgien                 | Royal Belgium Korfball Federation (KBKB)             |
| Bonaire                 | Bonairiaanse Korfbalbond (BKB)                       |
| Bosnien und Herzegowina | Korfball Federation of Bosnia and Herzegovina (KFBH) |
| Botswana                | Korfball Association Botswana (KAB)                  |
| Brasilien               | Federaçao Corfebol Estado Rio de Janeiro (FCERJ)     |
| Bulgarien               | Bulgarian Federation Korfball and Intercrosse        |
| Curaçao                 | Curacaose Korfbalbond (CKB)                          |
| Dänemark                | Danish Korfball Committee                            |
| Deutschland             | Deutscher Turner-Bund e.V. (DTB)                     |
| Dominikanische Republik | Federación Dominicana de Korfball (FEDOKO)           |
| England                 | English Korfball Association (EKA)                   |
| Finnland                | Finnish Korfball Committee (FKC)                     |
| Frankreich              | UFOLEP National Korfball Committee                   |
| Georgien                | Georgian Korfball Federation (GKF)                   |
| Griechenland            | Hellenic Korfball & Ball-Sports Federation (HKBSF)   |
| Hongkong (VR China)     | Hong Kong China Korfball Association (HKCKA)         |
| Indien                  | Korfball Federation of India (KFI)                   |
| Indonesien              | Persatuan Korfball Seluruh Indonesia (PKSI)          |
| Irland                  | Irish Korfball Association (IKA)                     |
| Italien                 | Federazione Italiana Korfball (FIK)                  |
| Japan                   | Japan Korfball Association (JKA)                     |
| Kanada                  | Canada Korfball Association                          |
| Katalonien              | Federacio Catalana de Korfbal (FCK)                  |
| Kroatien                | Croatian Korfball Federation                         |
| Luxemburg               | Federation Luxembourgeoise du Korfball (FLKB)        |
| Macau (VR China)        | Macau Korfball Association (MKA)                     |
| Malawi                  | Malawi Korfball Association (MKA)                    |
| Malaysia                | Malaysian Korfball Association                       |
| Mongolei                | Mongolian Korfball Federation                        |
| Nepal                   | Korfball Federation of Nepal                         |
| Neuseeland              | Korfball New Zealand (KNZI)                          |
| Niederlande             | Koninklijk Nederlands Korfbal Verbond (KNKV)         |
| Pakistan                | Pakistan Korfball Federation (PKF)                   |
| Papua-Neuguinea         | Papua New Guinea Korfball Federation (PNGKF)         |
| Polen                   | Polish Federation of Korfball (PFK)                  |
| Portugal                | Federacao Portuguesa de Corfebol (FPC)               |
| Republik China (Taiwan) | ChineseTaipei Korfball Association (CTKA)            |
| Rumänien                | Romanian Korfball Federation (RFK)                   |
| Russland                | Russian Korfball Federation (RKF)                    |
| Sambia                  | Korfball Federation of Zambia (KFZ)                  |
| Schottland              | Scottish Korfball Association (SKA)                  |
| Schweden                | Swedish Korfball Committee (SKC)                     |
| Serbien                 | Korfball Federation of Serbia                        |
| Simbabwe                | Zimbabwe Korfball Federation (ZKF)                   |
| Singapur                | Republic of Singapore Korfball Association (ROSKA)   |
| Slowakei                | Slovak Korfball Association (SAK)                    |
| Suriname                | Surinaamse Korfbalbond (SKB)                         |
| Südafrika               | South African Korfball Federation (SAKF)             |
| Südkorea                | Korea Korfball Federation (KKF)                      |
| Tschechische Republik   | Czech Korfball Association (CKA)                     |
| Türkei                  | Turkish Korfball Committee (TKC)                     |
| Ungarn                  | Hungarian Korfball Association (HKA)                 |
| USA                     | United States Korfball Federation (USKF)             |
| Volksrepublik China     | Chinese Korfball Association                         |
| Wales                   | Welsh Korfball Association (WKA)                     |
| Belarus                 | Belarus Korfball Federation (BKF)                    |
| Zypern                  | Cyprus Korfball Federation (CKF)                     |